# Álvaro Domínguez Soto
Nezaměňovat s kolumbijským fotbalistou s podobným jménem Álvaro Domínguez Cabezas.
Álvaro Domínguez Soto (* 16. května 1989, Madrid, Španělsko) je španělský fotbalový obránce, který v současné době hraje v klubu Borussia Mönchengladbach. Hraje převážně na postu stopera (středního obránce).

## Klubová kariéra
V mládí hrál v Realu Madrid, odkud posléze přešel do týmu rivala Atlético Madrid, v jehož dresu debutoval v profesionálním fotbale. S klubem vyhrál dvakrát Evropskou ligu UEFA (2009/10, 2011/12) a jednou Superpohár UEFA (2010).
V červnu 2013 přestoupil za 8 milionů eur do německého klubu Borussia Mönchengladbach, kde podepsal pětiletou smlouvu.

## Reprezentační kariéra

### Mládežnické reprezentace
Soto působil v mládežnických reprezentacích Španělska. Zúčastnil se Mistrovství Evropy hráčů do 19 let 2008 v České republice.
Se španělskou reprezentací do 20 let se zúčastnil Mistrovství světa hráčů do 20 let 2009 v Egyptě. S týmem do 21 let vyhrál roku 2011 Mistrovství Evropy U21 v Dánsku, kde Španělé zvítězili ve finále nad Švýcarskem 2:0.
V létě 2012 byl zařazen na soupisku pro Letní olympijské hry 2012 v Londýně. Španělsko (které mělo na soupisce i hráče z A-mužstva) zde bylo po vítězství na EURU 2012 největším favoritem, ale po dvou prohrách 0:1 (s Japonskem a Hondurasem) a jedné remíze s Marokem (0:0) vypadlo překvapivě již v základní skupině D.

### A-mužstvo
V A-mužstvu Španělska přezdívaném La Furia Roja debutoval 26. 5. 2012 v přátelském zápase ve švýcarském St. Gallenu proti týmu Srbska (výhra 2:0).